# Nicolás Mateo Sahuquillo
Nicolás Mateo Sahuquillo (Cuenca, 1941), pintor español.
Nacido en Cuenca (España) en 1941. Estudia Bachillerato y Magisterio en Cuenca y estudia en el Liceo Francés, Real Conservatorio de Música , Escuela Superior de Ingenieros de Telecomunicación y Universidad Autónoma (Pedagogía Musical) en Madrid. En su segunda exposición personal que celebra en la Casa de Cultura de Cuenca en 1965 conoce al pintor Fernando Zóbel que le propone formar parte del equipo del Museo de Arte Abstracto Español de las Casas Colgadas, donde ha permanecido como secretario y conservador hasta 1995. En 1988 es nombrado miembro de número de la Real Academia Conquense de Artes y Letras de la que ha sido director de l998 a 2005. Ha colaborado en los medios de radio prensa y televisión.Profesor de Arte, conferenciante y colaborador en múltiples publicaciones. Ha celebrado exposiciones en el mundo entero y su obra se encuentra en prestigiosas colecciones y museos  de Europa y América. Su obra ha sido calificada como "neorromántica" íntimamente ligada a la "escuela de Cuenca". Fue así mismo el principal valedor y fundador de la histórica Sala Honda de Cuenca que impulsó a los jóvenes artistas españoles de la vanguardia de los años ochenta.

## Premios
- I Premio provincial de óleo y acuarela de Cuenca (1964)
- I Trofeo de pintura en el XLIX Septenario del Castillo de Moya, Cuenca (1976)
- Premio Diputación Provincial de Albacete, en La Roda de La Mancha (1979)

- Datos: Q6042369